# Cal Ponç (el Montmell)
Cal Ponç és una obra medieval del Montmell (Baix Penedès) inclosa a l'Inventari del Patrimoni Arquitectònic de Catalunya.

## Descripció
La masia de Cal Ponç s'ubica al municipi del Montmell, a la riba esquerra de la riera de Marmellar, damunt d'una penya d'uns 35 metres sobre la riera, a la comarca del Baix Penedès. Es tracta d'una zona de terrenys abruptes, amb poques zones aptes per al conreu. La majoria de masies d'aquesta zona (com ara la Moixeta, Cal Colet o la mateixa Cal Ponç...)es troben prop de la Riera de Marmellar. El turó, de relleu compost per roca calcària, gaudeix d'una posició privilegiada, dominant un meandre de la riera de Marmellar. Aquesta és una de les branques principals del Foix.
La seva peça més antiga és una torre medieval que data dels segles XIV - XV, a la qual al llarg del temps s'hi ha anat agregant construccions fins a esdevenir el conjunt del mas actual. La torre és l'element de més alçada del conjunt i la resta es va esglaonant a mesura que ens allunyem d'aquest cos.
La torre pròpiament dita presenta una planta rectangular de 7,60 per 5,50 i una alçada de 9 metres, a la qual se li adossen les parets de la posterior masia. La torre consta d'una planta baixa, on hi documentem un celler, i dues plantes superiors, els sostres de les quals són formats per biga de fusta i revoltó ceràmic.
Les parets són de maçoneria simple amb les cantonades de pedra picada. L'aparell presenta una aparença força irregular on els carreus de més gran dimensió apareixen a les cotes més baixes essent relligats amb poc morter de calç, fins a arribar a l'alçària de 9,00 metres, essent l'element de més alçada del conjunt de la masia.
La façana nord de la torre presenta una amplada de 7,80 metres, on hi documentem dues obertures: una portalada a la planta baixa i una finestra de petites dimensions al primer pis. Per tal d'accedir a la planta baixa, s'hi va construir una portalada de pedra moderna amb esglaonat exterior que hi dona accés. A l'interior d'aquesta planta baixa, descansant directament sobre la roca mare s'hi documenta una pica i un celler de planta circular, seccionat en època moderna. A l'alçària d'un metre, de mitjana, sobre la roca mare s'hi obren 9 espitlleres a totes les parets de la torre primitiva: 4 a la paret nord, 3 a la paret sud, dues a la paret oest i tan sols 1 a la paret est. Just al costat de la porta ressenyada s'hi obre una obertura de comunicació amb l'interior del mas.
A la façana oest s'hi encaixa dins de la gruixuda paret de la torre una premsa de trull, buidant un espai que sosté una forta llinda de fusta, on s'hi encaixa la rosca de la premsa, en perpendicular de la cubeta de premsat, comunicada amb una cubeta de recollida més al sud. En aquesta façana (5, 60 metres d'amplada) troben altra petita finestra però, en aquest cas, a la planta superior.
Recentment s'ha dut a terme la consolidació de les façanes, amb un rejuntat,que va ser tintat amb pigments naturals per restaurar els colors abans de la intervenció, mantenint-se les obertures existents.Pel que respecta als sostres, es van sanejar i reforçar les bigues existents, mantenint-se el revoltó ceràmic existent. Així mateix, es va realitzar una capa de morter de 2 cm. I un aïllament tèrmic fet a base de poliestirè extruït amb gruix de 6 cm, planxés de formigó armat 5 cm i es va refer la coberta amb teula àrab, recuperada.
L'any 2012 es va dur a terme una intervenció de documentació de paraments i de control de moviments de terres, que va permetre acabar de documentar tot un petit equipament d'una premsa d'oli i tal vegada també de vi, força ben conservat, datat al 1832, gràcies a una inscripció visible a la seva llinda. Es tracta d'una premsa simple de cargol força documentada en el territori mediterrani i de les quals a la zona penedesenca queden pocs exemplars.